# NGC 4108
NGC 4108 é uma galáxia espiral (Sc) localizada na direcção da constelação de Draco. Possui uma declinação de +67° 09' 48" e uma ascensão recta de 12 horas, 06 minutos e 44,3 segundos.
A galáxia NGC 4108 foi descoberta em 3 de Abril de 1832 por John Herschel.